# Osterheide
La Osterheide è un territorio extracomunale di 762 abitanti della Bassa Sassonia, in Germania.
Appartiene al circondario della Landa.

## Storia
Nel 1935 la Wehrmacht decise di creare un'area di addestramento militare in una vasta zona tra Bergen e Fallingbostel. Numerosi comuni furono dissolti e i loro abitanti costretti a trasferirsi: 1º agosto 1938 fu ufficialmente istituito il "Gutsbezirk Platz Bergen", assegnato al circondario di Fallingbostel.
Il 1º novembre 1945 Platz Bergen fu divisa in due aree: Osterheide (Fallingbostel) e Lohheide (Celle).
A Osterheide nel 1958 fu inaugurato il poligono di addestramento militare NATO di Bergen-Hohne.

## Geografia antropica
Il territorio di Osterheide è amministrativamente diviso in 10 zone (Gemarkung): Becklinger Holz, Fuhrhop, Hartem (con le Wohnplatz di Böstlingen, Ettenbostel e Ostenholz), Obereinzingen, Oberhode, Oberndorfmark, Oerbke, Untereinzingen, Wense e Krelingen-Osterheide.